# Auguste Wicky
Auguste Wicky (Bourbach-le-Bas, 1873 – Mülhausen, 1947) fou un polític alsacià. Fill de pagesos humils, restà orfe als sis anys. Treballà com a manobre al camp i el 1898 es va instal·lar a Mulhouse, on fou cap dels sindicats locals el 1901 i militant del Partit Socialdemòcrata Alemany (SPD), amb el que fou regidor el 1904. El 1915 fou arrestat per Deutschfeindlichkeit (actitud antialemanya) i enviat fora d'Alsàcia-Lorena fins al final de la guerra. Quan tornà el 1919 fou escollit tercer tinent d'alcalde de Mülhausen i ingressà a la SFIO, a la que es va mantenir fidel després del Congrés de Tours. El 1925 aconseguí ser escollit alcalde de Mülhausen gràcies a una aliança amb els radicals, i renovà el càrrec a les eleccions de 1929 i 1935. El seu mandat es caracteritzà per la construcció d'habitatges socials malgrat la forta crisi econòmica.
El 1940 Mulhouse fou ocupada per les tropes del Tercer Reich, i Wicky fou destituït i expulsat de la ciutat. S'establí a Agen, on va col·laborar amb la Resistència francesa. El 28 de novembre de 1944, un cop alliberada la ciutat, va tornar i fou nomenat novament alcalde i conseller de l'Alt Rin, però a finals de 1946 hagué de dimitir, greument malalt.

## Obres
- Der Waisenknabe  (L'orfe, 1922), memòries

| Precedit per: Émile Remy               | Alcalde de Mülhausen 1925 - 1940 | Succeït per: Philippe Herbold Stadtkommissar |
| Precedit per: Paul Maas Stadtkommissar | Alcalde de Mülhausen 1944 - 1947 | Succeït per: Lucien Gander                   |